# Matthäus-Effekt
Der Matthäus-Effekt ist eine von Robert K. Merton und Harriet Zuckerman entwickelte These der Soziologie über Erfolge. Wo dieser Effekt auftritt, entstehen aktuelle Erfolge mehr durch frühere Erfolge und weniger durch gegenwärtige Leistungen. Ein Grund liegt in den stärkeren Aufmerksamkeiten, die Erfolge erzeugen. Dies wiederum eröffnet Ressourcen, mit denen weitere Erfolge wahrscheinlicher werden. Kleine Anfangsvorteile einzelner Akteure können so zu großen Vorsprüngen heranwachsen, und eine sehr geringe Anzahl von Akteuren kann den Hauptteil aller Erfolge auf sich vereinen, während die Mehrheit erfolglos bleibt.
Dieses Phänomen wird in einigen Sprichwörtern thematisiert, z. B. „Wer hat, dem wird gegeben“, „Es regnet immer dorthin, wo es schon nass ist“, „Der Teufel scheißt immer auf den größten Haufen“, „Wo Tauben sind, fliegen Tauben zu“.

## Bezeichnung
Die Bezeichnung „Matthäus-Effekt“ spielt an auf einen Satz aus dem Matthäusevangelium aus dem Gleichnis von den anvertrauten Talenten:

„Denn wer da hat, dem wird gegeben, dass er die Fülle habe; wer aber nicht hat, dem wird auch das genommen, was er hat.“

Der ursprüngliche Sinn des Gleichnisses hat nichts mit seinem gängigen Verständnis gemein. Das Missverständnis bestätigt selbst den parabolischen Sinn des Gleichnisses: Wer den Glauben annimmt, öffnet sich damit zu einer immer wachsenden Einsicht. Wer ihn nicht hat, der versteht auch das nicht, was er ursprünglich von Gott als Anlage zum Glauben bekommen hat. Er missversteht die Gleichnissprache Jesu und sieht darin nur unsinnige Aussagen oder versteht sie wörtlich, weil er ihren geistlichen Sinn verfehlt.

## Wissenschaftliche Zitierungen
Der amerikanische Soziologe Robert K. Merton (1910–2003) operationalisierte den Matthäus-Effekt (als Matthew effect) im Rahmen seiner wissenschaftssoziologischen Überlegungen hauptsächlich auf die Zitierhäufigkeit von wissenschaftlichen Veröffentlichungen: Bekannte Autoren werden häufiger zitiert als unbekannte und werden dadurch noch bekannter (success breeds success – Erfolg führt zu Erfolg).
Dieses Phänomen soll dem Grundsatz der positiven Rückkopplung folgen.
Trotz des Matthäus-Effekts nimmt laut Zitationsanalysen die Anzahl der Zitierungen einer Publikation nach einem kurzen Anstieg auch bei bekannten Autoren mit einer relativ konstanten Halbwertszeit ab. Oft ist es sogar so, dass die momentan am häufigsten zitierten Artikel eine schnellere Abnahme der Zitierungen aufweisen. Dies kann unter anderem damit erklärt werden, dass allgemein bekannte Informationen nicht mehr zitiert werden, sondern nur noch mit dem Namen des Autors oder als bloße Tatsache in einem Text erscheinen. Dieses Phänomen wurde von Eugene Garfield als eine Form der Uncitedness behandelt. Selbst Klassiker und Standardwerke werden in der Regel nicht ewig zitiert, weil sie irgendwann neu aufgelegt werden und auf die neueste Auflage verwiesen wird. Es deutet auch darauf hin, dass der Matthäus-Effekt eher bei Autoren als bei einzelnen Artikeln auftritt.
Wenn der Matthäus-Effekt durch gegenseitige Gefälligkeitszitate mehrerer Autoren herbeigeführt oder verstärkt wird, spricht man von einem Zitierkartell.
Der Matthäus-Effekt wird im Kontext von Open Science kritisch diskutiert, wo Hierarchien (auch Publikationshierarchien) abgebaut und durch Modelle des Teilens ersetzt werden sollen.

## Lerntheorie und Bildungssoziologie
In der Lehr-Lern-Forschung besagt das Prinzip (stark verkürzt), dass das Vorwissen einen wesentlichen Prädiktor des Lernerfolgs darstellt. Je mehr Vorwissen vorhanden ist, desto höheren Nutzen kann der oder die Lernende aus einem bereitgestellten Lernangebot ziehen. Einen Matthäus-Effekt konnten Knut Schwippert, Wilfried Bos und Eva-Maria Lankes nachweisen.
Leistungsstarke Schüler erlangen laut ihren Beobachtungen aus dem Unterricht einen stärkeren Wissensgewinn als leistungsschwache Schüler. Vorhandene Leistungsunterschiede werden durch Unterricht also verstärkt. Bereits bei Grundschülern bestehen Leistungsunterschiede zwischen Kindern aus bildungsnahen und Kindern aus bildungsfernen Familien; diese nehmen im Verlauf der Schulzeit in der Regel zu.
Verglichen mit 15-Jährigen ist der Effekt bei Grundschülern verhältnismäßig gering. In allen Ländern, die sowohl bei PISA als auch bei PIRLS/IGLU teilnahmen, zeigte sich, dass die Leistungsunterschiede zwischen den Kindern aus verschiedenen Schichten im Jugendlichenalter größer sind als im Kindesalter. Dies betrifft die Länder Neuseeland, Deutschland, Frankreich, Ungarn, Norwegen, USA, Schweden, Kanada, Griechenland, Tschechien, Island, Niederlande, Italien, Lettland und die Russische Föderation.
In anderen Bereichen werden ähnliche Effekte als rich-get-richer-Prinzip (Reiche werden reicher) bezeichnet. Daraus ergeben sich in der Regel Pareto-Verteilungen oder eine andere Form von Skalengesetzen.

## Medientheorie/-soziologie
Auch in den Medienwissenschaften wird versucht, den Matthäus-Effekt zu etablieren und zur Deutung von Medienphänomen heranzuziehen. Ebenso wie etwa die Soziologie befasst sich der Ansatz aus medienwissenschaftlicher Sicht mit Ungleichheit und Benachteiligung in der Gesellschaft. Aber sie versucht nicht, die Ungleichheit mit dem Effekt zu erklären, sondern zu zeigen, wie die Verbreitung beziehungsweise die Information / das Wissen über die Ungleichheit über Medien transportiert werden und zur Festigung dieser Strukturen beitragen.
Heinz Bonfadelli und Thomas N. Friemel sehen den Matthäus-Effekt in den Medien als Trendverstärker:

„Die Medien tragen zur Verstärkung sozialer Ungleichheit und zur Verfestigung der bestehenden Machtstrukturen bei und sind darum kaum Agenten des sozialen Wandels. Ein zunehmendes Informationsangebot – beispielsweise auch durch das Internet – führt also nicht automatisch zur Informiertheit aller, sondern hat eher Informationsüberlastung zur Folge. Obwohl die Mehrheit der Bevölkerung durchaus über bestimmte herausragende Ereignisse informiert ist, bleibt dieses Wissen gleichzeitig in vielen Fällen eher oberflächlich und besteht oft nur aus mehr oder weniger irrelevanten Einzelheiten.“

 Als Beispiel führen die Autoren Kampagnen der Gesundheitspolitik (etwa gegen Tabak) an. Hier sei oft unklar, ob die Kampagnen ausgleichend wirkten oder gar bestehende Benachteiligungen noch verstärkten.